# Vijayapuri (North)
Vijayapuri (North) là một thị trấn thống kê (census town) của quận Nalgonda thuộc bang Andhra Pradesh, Ấn Độ. Bao gồm hai thuộc địa, Hill Colony và Pylon Colony. Những thuộc địa này về cơ bản được xây dựng để làm nơi ở cho những công nhân xây dựng đập Nagarjuna Sagar, những người sau này đã định cư ở đó để làm một số công việc cho chính phủ. Có các viện giáo dục của chính phủ và tư nhân từ KG đến Trình độ. Đối với các bằng cấp chuyên nghiệp như kỹ thuật và y học, sinh viên đi đến các thành phố lân cận như Hyderabad (150 km) và Nalgonda (100 km).

## Nhân khẩu
Theo điều tra dân số năm 2001 của Ấn Độ, Vijayapuri (North) có dân số 19.333 người. Phái nam chiếm 52% tổng số dân và phái nữ chiếm 48%. Vijayapuri (North) có tỷ lệ 72% biết đọc biết viết, cao hơn tỷ lệ trung bình toàn quốc là 59,5%: tỷ lệ cho phái nam là 81%, và tỷ lệ cho phái nữ là 62%. Tại Vijayapuri (North), 10% dân số nhỏ hơn 6 tuổi.